# Yukio Kasaya
Yukio Kasaya (japonès: 笠谷幸生)  (Yoichi, 17 d'agost de 1943 - Sapporo, 23 d'abril de 2024) fou un saltador d'esquí japonès que va competir durant les dècades de 1960 i 1970.
Durant la seva carrera esportiva va prendre part en quatre edicions dels Jocs Olímpics d'Hivern, el 1964, 1968, 1972 i 1976. Els millors resultats els va obtenir el 1972, als Jocs de Sapporo, on guanyà la medalla d'or en la prova del salt curt i fou setè en la del salt llarg del programa de salt amb esquís. Aquesta fou la primera medalla d'or un esportista japonès en uns Jocs Olímpics d'Hivern. En el seu palmarès també destaca una medalla de plata al Campionat del Món d'esquí nòrdic de 1970.
Als Jocs de 1976 i de 1998 va ser un dels portadors de la bandera olímpica durant la cerimònia inaugural.